# Myrby
Myrby är en by i allra östligaste delen av Viksta socken i Uppsala kommun, mellersta Uppland. Myrby ligger cirka 3 km väster om Skyttorp (i Tensta socken) och cirka 3 km öster om Vikstaby. Länsväg C 707 passerar genom byn. Ortens bebyggelse utgörs mest av enfamiljshus.